# Надя Топалова
Надя Топалова e българска актриса. Активно се занимава с озвучаване на филми, сериали и реклами.

## Биография
Родена е на 25 септември 1935 г. в София.
През 1957 г. завършва актьорската студия към Театър „Българска армия“, а по-късно и ВИТИЗ „Кръстю Сарафов“ (задочно) в класа на Боян Дановски през 1965 г.

### Актьорска кариера
Топалова е част от трупата на Народния театър на младежта от 1959 г. до 1991 г., където изиграва десетки роли.

### Кариера в дублажа
Занимава се с дублаж от 1960-те години до 2010 г.
По-известна е с работата си по „Семейство Мейзга“, „Ум белият делфин“, „Синьо лято“ (дублаж на БТ), „Арабела“, „Костенурките нинджа“ (дублаж на БНТ), както и анимационните филми „Бамби“, „Пепеляшка“, „Лейди и Скитника“ и „Сто и един далматинци“.
Тя е първата актриса, дублирала Барт Симпсън на български в дублажа на БНТ на „Семейство Симпсън“ през 1990-те години.
Последната ѝ роля в дублажа е Феята кръстница в „Шрек 2“ през 2010 г.

### Личен живот и смърт
Омъжена е за актьора Георги Джубрилов до смъртта му през 2004 г.
Надя Топалова почина на 86 години на 26 август 2022 г.

## Аудиозаписи
Актрисата активно участва и в записи на Учтехпром за детските градини и училища.
- „Чими“ (1975)
- „Мигове на радост“ (1985)

## Роли в озвучаването

### Войсоувър
- „Арабела“ – принцеса Арабела, 80-те години (кредитирана със званието Заслужил артист)
- „Костенурките нинджа (сериал, 1987)“, 90-те години
- „Семейство Мейзга“ – Аладар Мейзга, 70-те години
- „Семейство Симпсън“ – Барт Симпсън, 1993
- „Синьо лято“ – Тито и други, 1984 (кредитирана със званието Заслужил артист)
- „Том и Джери“ (дублаж на БТ)
- „Ум белият делфин“ – Ян, 1976

### Нахсинхрон
- „Бамби“ – Допълнителни гласове, 2005
- „Лейди и Скитника“ – Леля Сара, 2006
- „Пепеляшка“ – Феята, 2005
- „Сто и един далматинци“ – Мисис Бърдуел, 2008 (кредитирана като Надежда Топалова)
- „Шрек 2“ – Феята кръстница, 2010